# Spodnja Panonija (rimska provinca)
Spodnja Panonija (latinsko: Pannonia Inferior), provinca Rimskega cesarstva, ustanovljena leta 103. Obsegala je dele ozemlja sedanje Madžarske, Hrvaške, Srbije in Bosne in Hercegovine. Glavni mesti province sta bili Akvinkum (sedanji Budim) in Sirmium (sedanja Sremska Mitrovica).

## Mesta
Poleg Akvinka in Sirmija so bila v provinci še naslednja pomembna mesta:
- Cuccium (sedanji Ilok),
- Cibalae (sedanji Vinkovci),
- Mursa (sedanji Osijek),
- Certissa (sedanje Đakovo),
- Marsonia (sedanji Slavonski Brod),
- Sopianae (sedanji Pécs).

## Kasnejša raba imena
Približno od leta 796 do 828/830 se je Spodnja Panonija imenovalo ozemlje sedanje severne Hrvaške med Dravo in Savo in  vzhodno od Karantanije in Kranjske, ki je bilo pod frankovskim vplivom. Od leta 828/830 in najmanj do leta 900 se je Spodnja Panonija imenovalo ozemlje sedanje zahodne Madžarske in severne Hrvaške razen ozemlja okoli Nažiderskega jezera. Spodnja Panonija se je imenovala tudi mejna grofija (marka), ki je nastala z upravno reformo vzhodnofrankovskega kralja Ludvika Nemškega leta 828 po pregonu Bolgarov. 